# Ничто
Ничто́ — категория, фиксирующая отсутствие, небытие определённой сущности, или отсутствие, отрицание бытия вообще, активное начало негации.
«Ничто» предметное относится к сфере относительного небытия (которое может иметь пространственно-временную локализацию), «ничто» беспредметное относится к сфере абсолютного небытия (которая бесконечна). В переносном смысле слово «ничто» используется как гипербола умаления значения объекта или явления.

## «Ничто» в физике
В физике следует разделять понятия вакуума, абсолютной пустоты и абсолютного «ничто». Вакуум — отсутствие в пространстве какого бы то ни было вещества, тем не менее, в вакууме могут существовать различные поля.
Если вообразить, что в некотором пространстве нет вещества и энергии (что практически невозможно) оно всё равно будет оставаться местом, куда можно поместить что угодно. Тем не менее, в физике есть принцип суперпозиции, согласно которому поле, создаваемое одним источником, например, гравитационное поле материи, накладывается на поле, создаваемое другим источником. В результате такого взаимодействия в некоторой области пространства напряженность поля может уменьшиться вплоть до нуля.
«Ничто» — знаковое выражение, языковое представление того, что мнится как отсутствие не только материи, но и пространства, отсутствие всего вообще. «Ничто» не существует, для него нет позитивного определения, это — символ, образ мышления, связанный с идеей несуществования чего бы то ни было, а это уже чистая философия.
Физиками рассматриваются теории образования Вселенной «из ничего», однако пустота или ничто не является корректным физическим понятием.

## «Ничто» в философии
Поскольку всякое сущее есть единство двух аспектов — бытия и сущности, постольку «ничто» как отрицание аспекта определённости, сущности есть одновременно и отрицание бытия. Как чистое отрицание «ничто» удерживается только в языке. Все, что существует, имеет определённость, и поэтому «ничто» не существует, его нет, но мы способны отнестись к любой определенности со стороны отрицания и удерживать эту позицию. Таким образом, «ничто» в этом мире существует благодаря нам, нашей способности негации, как нигилизм есть отрицание ценности мира.
Платон и неоплатоники, Гегель и другие признавали «ничто» как ключевую категорию онтологии (как Бог, бытие, абсолют и другие), отрицая принцип из ничего ничто не возникает (лат. ex nihilo nihil fit).
В другом подходе, восходящем к элейской школе древнегреческой философии, «ничто» происходит из формального отрицания и определяется как формально-логическое понятие. Некоторые философы заявляют, что пустота возможна лишь как понятие в сознании человека: природа не терпит пустоты (лат. natura abhorret a vacuo) — Аристотель.
В рамках материалистической философии понятие «ничто» не является философской категорией, так как подобная категория противоречит постулатам неуничтожимости материального мира.

### Восточная философия
Понимание «ничто» в восточной традиции сильно отличается от западного понимания. Например, шуньята (пустота), в отличие от ничто, считается в некоторых течениях буддизма состоянием разума (см. нирвана, му, бодхи). Достижение «ничто» как состояния разума позволяет сосредоточиться на мыслях или действиях на уровне, недостижимом при сознательном размышлении о них. Классический пример — стрелок, очищающий свой разум для точного выстрела. Некоторые авторы указывают на сходство между буддистской концепцией «ничто» и идеями Мартина Хайдеггера, а также экзистенциалистов, как Ж. П. Сартр.

## «Ничто» в религии
Согласно Ветхому Завету из ничего и были сотворены и ангелы, и видимая Вселенная (2Мак. 7:28). В расширенном понимании под «ничто» иногда принимается первозданный хаос: «Земля же была безвидна и пуста, и тьма над бездною, и Дух Божий носился над водою» (Быт. 1:2).
Некоторые религии (ислам, индуизм, христианство) рассматривают Бога как нечто вездесущее, (существующее абсолютно везде) утверждается, что он пронизывает всё что ни есть в пространстве и своею силой удерживает в бытии любое тело, подобные рассуждения для пантеистических теорий обосновывают обожествление всех вещей.
Бог сотворил мир «из (абсолютного) ничего», при этом сам вопрос о существовании чего-либо вне Бога до сотворения мира в христианской традиции считается абсурдным, так как время (до) и пространство (вне) являются формами существования мира. Абсолютное «ничто», логически рассуждая, не может быть пронизанным Богом, иначе оно перестанет быть «ничем», соответственно божественное вездесущие на него не распространяется. В некоторых религиях (например, индуизме) непостижимое предвечное «ничто» связывается с абсолютом, существовавшим «когда не было ни существующего, ни несуществующего». Также Ничто называют зеркалом абсолюта.

## «Ничто» вматематике

Пустая раковина — знак нуля в системе счисления майя

Важной вехой в истории арифметики было изобретение числа и цифры ноль, который отождествляет ничто среди цифр.
Пустое, не содержащее ни одного элемента множество по определению ничего не содержит, в то же время это пустое множество (ничто) является подмножеством всех множеств, так как в любом множестве найдётся место пустоте.
Использование бесконечно малых величин явилось важной вехой в развитии математического анализа.

## «Ничто» винформатике
В программировании, «nothing» (в VB.Net), или «null» (в C, C#, Java, и др), None (в Python), nil (в Ruby, Lisp) используется как ключевое слово, представляющее неинициализированную переменную, указатель, или ссылку, не относящуюся ни к одному объекту. Аналогичным образом, в SQL null является символическим представлением отсутствия данных.
Большинство языков ассемблера имеют инструкцию «нет операции» NOP (часто с числовым значением нуль) — команду, которая предписывает ничего не делать.
В UNIX-подобных ОС существует специальный файл /dev/null, представляющий собой «пустое устройство».

## Отрицательное местоимение
Ничто́ — также отрицательное местоимение для неодушевлённых объектов. Может применяться различными способами:
| Если в стакане ничего нет — значит, в стакане пустота. (ничего нет: нет никаких предметов) Мы совершенно ничего не делали на её уроках — только слушали бесконечные шутки и истории из жизни. (ничего полезного) Уничтожить — обратить в ничто. | Ничего — «ничто» в родительном падеже, также может значить отрицание проблем, то, что всё нормально. — Ну, что там у вас? — Да ничего. Живём помаленьку. (ничего особенного не происходит) Ничтожный, ничтожество — малый, бренный, ничего не значащий, бесчестный. |